# ジェラード・マンリ・ホプキンス
ジェラード・マンリ・ホプキンス（Gerard Manley Hopkins、1844年7月28日・イギリス - 1889年6月8日・アイルランド）はイギリス・ヴィクトリア朝時代の詩人、イエズス会所属の聖職者。
彼は自分の書いた詩に半韻を使用して、半韻を一般的にした。また、スプラング・リズムを確立した。『ドイッチュラント号の遭難』や 『鷹』といった詩がよく知られている。

## 生涯
1844年、エセックス・ストラトフォードで生まれた。1863年、オックスフォード大学のベリオール・カレッジに入学した。
在学中にオックスフォード運動 (Oxford Movement) の影響を受けていた。ジョン・ヘンリー・ニューマンにならって彼の心もしだいにカトリック教会のほうに傾き、1866年ニューマンのもとで改宗、翌年オックスフォード大学を古典学科最優秀の成績ででると、その翌年にはイエズス会に入った。
1877年に叙階し、ユニバーシティ・カレッジ・ダブリン教授となる。